# XOWA
XOWA是一个在没有互联网的情况下运行自己的维基百科或其他兼容的wiki的自由开源软件，主要由匿名开发者使用Java编写。XOWA兼容Microsoft Windows、macOS、Linux和Android。

## 主要功能
XOWA可以使用户从官方数据库转储或XOWA专门的数据库下载和导入自己的维基百科副本。该应用程序旨在通过其自己的内部浏览器或本地托管的Web服务器准确地显示维基百科内容，该服务器允许用户使用所选的任何浏览器访问内容。用户还可以在自己的网络上托管内容。